# 中央军事委员会主席
中央军事委员会主席，简称中央军委主席，是中国共产党和中华人民共和国最高军队统帅的职务名称。中央军委主席是以下职务的合称：
- 中国共产党中央军事委员会主席（自1954年设立）
- 中华人民共和国中央军事委员会主席（自1983年设立）

《中国共产党章程》第二十三条规定，“党的中央军事委员会组成人员由中央委员会决定，中央军事委员会实行主席负责制。”《中华人民共和国宪法》第九十三条规定，“中华人民共和国中央军事委员会领导全国武装力量”，“中央军事委员会实行主席负责制。”《中华人民共和国国防法》规定，“国家对国防活动实行统一的领导”（第五条），“中华人民共和国的武装力量受中国共产党领导”（第二十一条），“中央军事委员会领导全国武装力量（第十五条）”，“中央军事委员会实行主席负责制”（第十五、十六条）。实务上，对中华人民共和国武装力量发布命令、公布军事法规、颁发勋章奖章纪念章时，则一般以中华人民共和国中央军事委员会主席名义执行，晋升解放军高级将领军衔则以中共中央军委主席名义签署。
多数情况下，中共中央军委主席、国家军委主席由一人同时兼任。
中央军事委员会主席依法不得授予军衔。